# Frank Báez
Frank Báez (Santo Domingo, República Dominicana, 1978) es un poeta, narrador y cronista dominicano. En 2017 fue incluido en la lista Bogotá39-2017 como uno de los mejores escritores latinoamericanos de ficción menores de 40 años.

## Biografía
Es considerado uno de los poetas más relevantes en lengua española nacidos después de 1970 por la antología El Canon abierto (Visor, 2015). Ha publicado seis poemarios y algunos han sido traducido en su integridad al inglés, al árabe, al bengalí, al holandés, al esloveno y al alemán.
En Madrid publicó Jarrón y otros poemas (2004), que se reeditó en Medellín en el 2021, y en el 2017 el libro artesanal “La Marilyn Monroe de Santo Domingo” que contiene estampas del artista malagueño Nono Bandera. Su poemario Postales, editado en siete países, recibió el Premio Nacional de Poesía Salomé Ureña en el 2009. Este es el futuro que estabas esperando, editado por Seix Barral en el 2017, fue seleccionado como uno de los libros del año por  la Revista Arcadia; Anoche soñé que era un DJ, que fue traducido al inglés en el 2014 y en el 2020 al neerlandés, fue seleccionado como uno de los poemarios del año por el periódico NRC Handelsblad de Amsterdam; Llegó el fin del mundo a mi barrio, publicado en España y en México, fue traducido al inglés y presentado a principios del 2023 en el Jaipur literature festival; y  Desarmando la biblioteca de mi padre se publicó en el 2024 y fue considerado uno de los libros del año por Casa Macondo.
Con su colección de cuentos Págales tú a los psicoanalistas ganó el Premio de Cuentos de la Feria Internacional del Libro de Santo Domingo.
Su Trilogía de los festivales compila sus lúdicas y vibrantes crónicas de festivales literarios en Rosario, Granada y San Juan de Puerto Rico.En Lo que trajo el mar y en Bajo otras luces navega entre el relato autobiográfico y la crónica, narrando episodios que van desde su infancia hasta el presente y reconstruye, con la mirada fresca que lo caracteriza, los caminos por los que la literatura lo ha llevado.
Junto al poeta Homero Pumarol creó en el 2007 El Hombrecito, la primera banda de spoken word dominicana, que ha editado tres discos y varios conciertos.
Ha sido seleccionado como uno de los mejores escritores de ficción menores de cuarenta por el Bogotá39-2017 que organiza el Hay Festival.En el 2023 recibió la beca Mellon High Impact Scholars que coordina la University of Texas en Austin.

## Poesía
- Jarrón y otros poemas. Editorial Betania, Madrid, 2004. Segunda edición, ampliada, por Ediciones Cielonaranja, Santo Domingo, 2015. Tercera edición, ampliada y con ilustraciones de Elizabeth Builes, por Atarraya ediciones, Medellín, 2021.
- Postales. Ediciones De a Poco, Santo Domingo, 2011.
- Anoche soñé que era un DJ / Last Night I Dreamt I Was A DJ. Traducido por P. Scott Cunningham y Hoyt Rogers. Jai-Alai Books, 2014.
- La Marilyn Monroe de Santo Domingo. Acompañada de ilustraciones de Nono Banderas. Galería Estampa, Biblioteca Americana, Madrid, 2017.
- Llegó el fin del mundo a mi barrio. Valparaíso, Ediciones México, 2017. Segunda edición, ampliada, por Sonámbulos Ediciones, España, 2019.
- Este es el futuro que estabas esperando. Editorial Seix Barral, Bogotá, 2017.
- Desarmando la biblioteca de mi padre. Fondo de cultura económica, Bogotá, 2024.

## Cuento
- Págales tú a los psicoanalistas. Editorial Ferilibro, Santo Domingo, 2007. Segunda edición, ampliada, por Ping Pong Ediciones, Santo Domingo, 2018.

## Crónicas
- En Rosario no se baila cumbia. Folia, Buenos Aires, 2011.
- En Granada no duerme nadie. El nocturno diurno, Managua, 2013.
- La trilogía de los festivales. Ping Pong Ediciones, Santo Domingo, 2016.
- Lo que trajo el mar. Ediciones Aguadulce, Puerto Rico, 2017. Segunda edición, ampliada, por Laguna Libros, Colombia, 2020. Tercera edición, ampliada, por Editorial Santuario, Santo Domingo, 2024.
- Tejiendo Redes: El VIH visto a través de 14 activistas de Latinoamérica. Editor CLACSO, Buenos Aires, 2021.
- Bajo otras luces. Yarumo libros, Medellín, Colombia, 2025.